# Marcus Peters
Marcus Peters (9 de enero de 1993) es un jugador profesional estadounidense de fútbol americano que juega en la posición de cornerback y actualmente milita en los Las Vegas Raiders de la National Football League (NFL). Fue seleccionado por los Kansas City Chiefs en el Draft de la NFL de 2015, año en que lideró la liga en intercepciones y fue nombrado como el Novato Defensivo del Año de la NFL.

## Biografía
Peters asistió a la preparatoria McClymonds High School en Oakland, California, donde practicó fútbol americano y atletismo. Al finalizar la preparatoria, fue considerado como un prospecto de tres estrellas y el 30mo mejor cornerback en la nación por Rivals.com.
Posteriormente, asistió a la Universidad de Washington donde jugó con los Washington Huskies desde 2012 a 2014. En su segundo año con el equipo, fue nombrado al segundo equipo All-Pac 12 luego de registrar 55 tacleadas, una captura (sack) y cinco intercepciones. En 2014, Peters fue suspendido un juego por una "rabieta en la línea lateral". Más tarde fue despedido del equipo en noviembre por cuestiones disciplinarias.

## Carrera

### Kansas City Chiefs
Peters fue seleccionado por los Kansas City Chiefs en la primera ronda (selección 18) del Draft de la NFL de 2015. El 15 de mayo de 2015, los Chiefs firmaron a Peters con un contrato de cuatro años y $9.58 millones totalmente garantizados que incluía un bono por firmar de $5.23 millones.
Inició como titular en los 16 juegos durante su temporada de novato en 2015 y registró 60 tacleadas combinadas (53 en solitario), 26 desvíos de pase, ocho intercepciones, dos touchdowns y un balón suelto forzado. Estableció máximos de su carrera en tacleadas, desvíos de pases e intercepciones. Sus ocho intercepciones empataron al safety de los Cincinnati Bengals, Reggie Nelson, con la mayor cantidad de intercepciones en 2015. Recibió múltiples honores como novato en 2015, incluyendo el segundo equipo All-Pro y el Novato Defensivo del Año de la NFL de Associated Press, el cuarto jugador defensivo de los Chiefs en lograrlo junto a Dale Carter, Bill Maas y Derrick Thomas.
En su segunda temporada, Peters terminó con 45 tacleadas combinadas (35 en solitario), 20 pases defendidos, seis intercepciones y un balón suelto forzado en 15 juegos. Fue selecionado para su segundo Pro Bowl consecutivo en su carrera y fue nombrado All-Pro del primer equipo. También ocupó el puesto 32 en los 100 mejores jugadores de la NFL de 2017. Las seis intercepciones de Peters empataron en el segundo lugar de la liga en 2016.
En 2017, Peters terminó su tercera temporada con 46 tacleadas combinadas (42 en solitario), nueve pases defendidos, cinco intercepciones y cuatro balones sueltos forzados en 14 juegos. Lideró a los Chiefs en intercepciones por tercera temporada consecutiva, y recibió una calificación general de 85.7 de Pro Football Focus, que se ubicó como la 17.ª mejor calificación entre todos los esquineros calificados en 2017. También ocupó el puesto 79 por sus compañeros en el Top 100 de jugadores de la NFL de 2018.

### Los Angeles Rams
El 14 de marzo de 2018, los Chiefs intercambiaron a Peters y una selección de sexta ronda (209 en general) en el Draft de la NFL de 2018 a Los Angeles Rams por una selección de cuarta ronda (124 en general) en 2018 y una selección de segunda ronda en 2019. El 24 de abril, los Rams ejercieron la opción de quinto año sobre el contrato de Peters. El entrenador en jefe Sean McVay nombró a Peters y Aqib Talib como los esquineros titulares para comenzar la temporada regular.
Peters inició en los 16 juegos en 2018 y registró 43 tacleadas combinadas (33 en solitario), ocho desvíos de pase, tres intercepciones y un touchdown. Recibió una calificación general de 60.1 de Pro Football Focus, que ocupó el puesto 95 entre todos los esquineros calificados en 2018. Los Rams terminaron en la cima de la NFC Oeste con un récord de 13-3 y descansaron en la primera ronda. Luego derrotaron a los Dallas Cowboys por 30-22 en la Ronda Divisional de la NFC y derrotaron a los New Orleans Saints por 26-23 en tiempo extra en el Juego de Campeonato de la NFC. La victoria llevó a Los Angeles Rams al Super Bowl LIII contra los New England Patriots. En el Super Bowl, Peters registró 7 tacleadas y 1 pase defendido, pero los Rams perdieron 13-3.

### Baltimore Ravens
El 15 de octubre de 2019, Peters fue canjeado a los Baltimore Ravens a cambio del apoyador Kenny Young y una selección de quinta ronda en 2020. Durante la Semana 7, Peters jugó su primer partido como Raven contra los Seattle Seahawks. En ese juego, interceptó un pase de Russell Wilson y lo devolvió para un touchdown de 67 yardas en la victoria como visitante por 30-16. La intercepción de Peters fue la primera de Wilson en la temporada y la primera intercepción de Wilson en sus últimos 207 intentos de pase.
El 28 de diciembre de 2019, Peters firmó una extensión de contrato por tres años y $42 millones con los Ravens. Finalizó el 2019 con un total de 53 tacleadas, 14 pases desviados, cinco intercepciones y tres touchdowns entre los Rams y los Ravens. Fue nombrado al Pro Bowl por tercera ocasión en su carrera y al primer equipo All-Pro por segunda ocasión.
En 2010, Peters registró 52 tacleadas, cuatro intercepciones, cuatro balones sueltos forzados y la primera captura de su carrera, ante Joe Burrow de los Cincinnati Bengals. Aunque lideró a los Ravens en intercepciones, no fue nombrado al Pro Bowl, siendo seleccionado su compañero Marlon Humphrey.

## Estadísticas generales
|  | Seleccionado al Pro Bowl |

| Año   | Equipo | Juegos | Juegos | Tacleadas | Tacleadas | Tacleadas | Tacleadas | Intercepciones | Intercepciones | Intercepciones | Intercepciones | Intercepciones | Intercepciones | Balones sueltos | Balones sueltos | Balones sueltos | Balones sueltos |
| Año   | Equipo | GP     | GS     | Comb      | Total     | Ast       | Sck       | PDef           | Int            | Yds            | Avg            | Lng            | TDs            | FF              | FR              | Yds             | TDs             |
| ----- | ------ | ------ | ------ | --------- | --------- | --------- | --------- | -------------- | -------------- | -------------- | -------------- | -------------- | -------------- | --------------- | --------------- | --------------- | --------------- |
| 2015  | KC     | 16     | 16     | 60        | 53        | 7         | 0.0       | 26             | 8              | 280            | 35.0           | 90             | 2              | 1               | 0               | --              | --              |
| 2016  | KC     | 15     | 15     | 45        | 35        | 10        | 0.0       | 20             | 6              | 63             | 10.5           | 80             | 0              | 1               | 3               | 31              | 0               |
| 2017  | KC     | 14     | 14     | 46        | 42        | 4         | 0.0       | 9              | 5              | 137            | 27.4           | 62             | 0              | 3               | 2               | 45              | 1               |
| 2018  | LAR    | 16     | 16     | 43        | 33        | 10        | 0.0       | 8              | 3              | 107            | 35.7           | 50             | 1              | 1               | 1               | 0               | 0               |
| 2019  | LAR    | 6      | 6      | 14        | 9         | 5         | 0.0       | 4              | 2              | 32             | 16.0           | 32             | 1              | 0               | 1               | 0               | 0               |
| 2019  | BAL    | 10     | 9      | 39        | 31        | 8         | 0.0       | 10             | 3              | 178            | 59.3           | 89             | 2              | 0               | 0               | --              | --              |
| 2020  | BAL    | 14     | 14     | 52        | 46        | 6         | 1.0       | 9              | 4              | 17             | 4.3            | 12             | 0              | 4               | 2               | -3              | 0               |
| Total | Total  | 91     | 90     | 299       | 249       | 50        | 1.0       | 86             | 31             | 814            | 26.3           | 90             | 6              | 9               | 8               | 73              | 1               |

Fuente: Pro-Football-Reference.com